# Adolf Nordenstedt

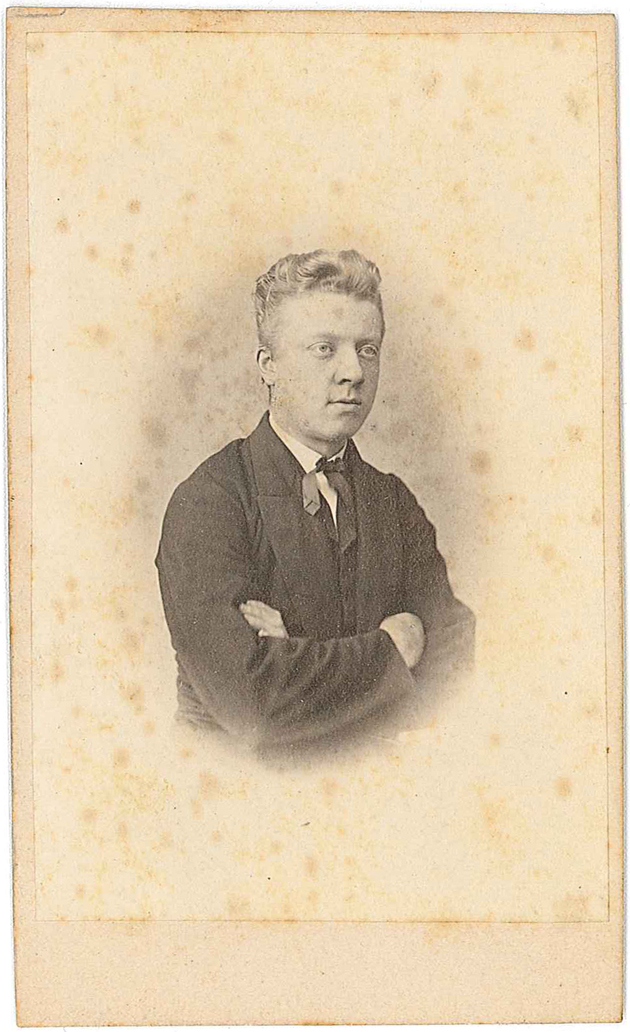
Adolf Nordenstedt som ung.

Carl Adolf Jakob Ludvig Nordenstedt, född den 14 mars 1851 i Åhus, död  den 7 september 1894 i Malmö, var en svensk läkare och profil i 1870-talets lundensiska studentliv.
Nordenstedt växte upp i ett borgerligt hem i Åhus, där fadern Carl Erik Nordenstedt var tullkontrollör. 1868 avlade Adolf Nordenstedt studentexamen och inskrevs samma år vid Lunds universitet där han skulle tillbringa merparten av de närmaste elva åren och bli djupt engagerad i studentlivet. Han var således bland annat prokurator i Skånska nationen 1881–87, förman för Akademiska Föreningens sociala utskott 1878–79 och vice ordförande för Lunds Studentkår 1879. Sitt kanske största engagemang under dessa år synes Nordenstedt dock ha nedlagt inom Sällskapet CC där han redan 1869 inträdde som en av dess tidigaste ledamöter (nr 18 från starten) och omedelbart utsågs till sällskapets ceremonimästare. Han kom senare att även bekläda posterna som QQ-mästare (1870), skattmästare (1872 och 1877) och slutligen stormästare (1881). CC-brodern Carl Sjöström har i en av sina biografiska matriklar beskrivit Nordenstedt som "[u]nder studietiden en för sina sceniska och andra sällskapliga talanger mycket bemärkt personlighet".
Parallellt med de studentikosa uppdragen avlade Nordenstedt en medicine kandidat-examen 1874 och upprätthöll under de följande åren ett antal kortare läkarbefattningar, bland annat som biträdande läkare i Ramlösa samt som extraläkare vid Älvsborgs regemente och Skånska husarregementet. Han var under en period även tillförordnad prosektor vid anatomiska institutionen i Lund.
1879 avslutade Nordenstedt så sina akademiska studier med att bli medicine licentiat och öppnade därefter en privat läkarpraktik i Lund, vilken enligt Folkets Tidning skall ha varit "ovanligt stor". Ekonomiska problem gjorde dock att Nordenstedt 1887 lämnade Lund och i stället flyttade sin verksamhet till Malmö, där han avled 43 år gammal. Han var då sedan 1879 gift med Emma Dorotea Lovén, med vilken han hade två söner.